# Sectores de Bucarest
El término municipal de Bucarest (la capital de Rumanía) se divide administrativamente en seis sectores (en rumano sectoare), que tienen su propio alcalde y consejo municipal, con competencias en los asuntos locales como las calles secundarias de los sectores, los parques, las escuelas y los servicios de limpieza. Cada uno de los distritos se divide en barrios (en rumano cartiere) que no tienen ninguna función administrativa. La división administrativa de Bucarest en sectores es la siguiente:
- Sector 1: Băneasa, Pipera, Floreasca
- Sector 2: Pantelimon, Colentina, Iancului, Tei
- Sector 3: Vitan, Dudeşti, Titan, Centru Civic
- Sector 4: Berceni, Olteniţei, Văcăreşti
- Sector 5: Rahova, Ferentari, Cotroceni
- Sector 6: Giuleşti, Drumul Taberei, Militari, Crângaşi

- Datos: Q2739810
- Multimedia: Sectors of Bucharest / Q2739810